# Velký Magellanův dalekohled
Velký Magellanův dalekohled (anglicky Giant Magellan Telescope) je připravovaný velký pozemní dalekohled. Měl by být umístěn v Chile na observatoři Las Campanas, v místě, kde už nyní pracují dva Magellanovy dalekohledy o průměru 6,5 m. Podle předpokladů z roku 2009 měl být dokončen v roce 2018, plány z roku 2022 oznamují „konec 20. let“.

## Parametry
Dalekohled by měl mít primární zrcadlo o průměru 24,5 m, které bude složeno z celkem sedmi monolitických kruhových zrcadel o průměru 8,4 m. To je rozdíl oproti dalším dvěma připravovaným podobně velkým dalekohledům – Extrémně velkému dalekohledu a Třicetimetrovému dalekohledu – které budou mít zrcadlo složeno ze stovek menších šestiúhelníkových segmentů.